# Сомали на Играх доброй воли
Сомали принимал участие в летних Играх доброй воли, начиная с Игр 1990 года.
На всех Играх спортивные делегации Сомали завоевали всего 1 медаль, не золотую.

## Медальный зачёт

### Медали на летних Играх
| Игры                 | Золото         | Серебро        | Бронза         | Всего          | Место          |
| 1986                 | не участвовали | не участвовали | не участвовали | не участвовали | не участвовали |
| Сиэтл 1990           | 0              | 0              | 0              | 0              | —              |
| Санкт-Петербург 1994 | 0              | 1              | 0              | 1              | 39             |
| 1998                 | не участвовали | не участвовали | не участвовали | не участвовали | не участвовали |
| 2001                 | не участвовали | не участвовали | не участвовали | не участвовали | не участвовали |
| Всего                | 0              | 1              | 0              | 1              |                |